# ウィリアム・ドッド
ウィリアム・ドッド（William Dod、1867年7月18日 - 1954年10月8日）は、イギリスのメキシコシティ出身の男子アーチェリー選手。妹のロッティ・ドッドはテニス選手。41歳の誕生日にロンドンオリンピックのアーチェリー競技ヨーク・ラウンド個人で金メダルを獲得した。

## 人物
チェシャーのベビントンにて百年戦争のアジャンクールの戦いで長弓兵として活躍したアンソニー・ドッド卿の血をひく家系に生まれた。彼の家は綿の取引によって巨額の富を得ていたために彼自身は労働を強いられることもなく、家庭教師を雇い自宅で教育を受けた。
彼はアーチェリーを近所に住むスポーツの大家のひとつであるリー家の元で妹とともに始めた。特に大会などには出場していなかったドッドだが1906年にバークシャーに引っ越し、ウェルフォード・パーク・アーチェリー・クラブへと入会すると、その2年後にオリンピックで優勝することになった。
ロンドンオリンピックでヨーク・ラウンド個人に出場した彼は、初日豪雨の中2位に10ポイント差で折り返すと、2日目も強風の中さらに差を広げ2位のレジナルド・ブルックス＝キングに47ポイントの差をつけて金メダルを獲得した。1909年と1911年では国内チャンピオンになり、1911年でアーチェリー競技から引退した。引退後はゴルフ競技に打ち込み、1912年全英アマチュアゴルフ選手権で4位になっている。
第一次世界大戦が勃発すると、彼はフュージリア連隊に参加し二等兵として前線で活躍したのちイギリス海軍への転属を申し出た。フランスでイギリス海軍航空隊の軍務局員を1年ほど勤め、病気のためにイングランドの家へと戻った。
デヴォンの王立北デヴォン・ゴルフクラブでゴルフ活動を行っていたが、第二次世界大戦後はゴルフ競技からも引退し、1954年にロンドンのアールズ・コートで亡くなっている。